# Lorenzo Marronaro
Lorenzo Marronaro (Roma, 16 gennaio 1961) è un procuratore sportivo ed ex calciatore italiano, di ruolo attaccante.
Era soprannominato Il Puffo e la Freccia di Prima Porta.

## Carriera
Cresciuto nelle giovanili della Lazio con cui arriva a debuttare in prima squadra in Serie B, passa poi al Forlì in Serie C1 per una stagione e poi al Monza in Serie B, dove segna 18 reti in due stagioni.

Marronaro (a destra) al Bologna nel 1989, alle prese con il capitano milanista Franco Baresi

Nel 1984 approda al Bologna in Serie B dove gioca tre campionati mettendo a segno rispettivamente 3, 6 e 9 reti. Nella stagione 1987-1988 viene promosso in Serie A con il Bologna vincendo la classifica cannonieri di Serie B con 21 realizzazioni complessive, eguagliando il record di gol detenuto da Paolo Rossi, Chinaglia e Rebonato. A oggi (2023) è l'ultimo giocatore del Bologna ad avere vinto la classifica cannonieri.
Debutta in Serie A il 9 ottobre 1988 nella partita Pisa-Bologna (0-2), nella quale segna la seconda rete. Nella massima serie col Bologna segna 7 reti in due stagioni, venendo infine ceduto nell'estate del 1990 all'Udinese. Con i friulani conquista una seconda promozione in Serie A e colleziona le ultime presenze nel massimo campionato prima di chiudere la carriera in terza serie con la maglia dell'Empoli.

## Dopo il ritiro
Ritiratosi diventa procuratore di giocatori di calcio, tra i quali: Nicola Amoruso, Angelo Palombo, Marco Pisano, Massimo Mutarelli, Michele Ferri, Alberto Gilardino, Massimo Gobbi, Panagiotis Kone e Alessandro Diamanti.

## Palmarès

### Club

#### Competizioni nazionali
- Campionato italiano di Serie B: 1

Bologna: 1987-1988

### Individuale
- Capocannoniere della Serie B: 1

1987-1988 (21 gol)
- Capocannoniere della Coppa Mitropa: 1

1988-1989 (3 gol) a pari merito con Fabio Poli